# Jørn Lier Horst
Jørn Lier Horst (Bamble, 27 de fevereiro de 1970) é um escritor norueguês de ficção policial e ex-oficial de investigação sênior no distrito policial de Vestfold. Ele fez sua estreia como escritor em 2004 com o livro Nøkkelvitnet, baseado em uma história real de assassinato. O personagem detetive em seus romances policiais é William Wisting. Ele também escreveu livros infantis.

## Biografia
Horst nasceu em Bamble, Noruega, o mais novo de dois irmãos. Seus pais eram Oddvar e Hildur Lier Olsen. Em 1995 casou-se com Beate Horst e agora usa o sobrenome dela. Eles moram em Stavern com seus dois filhos.
Após o serviço militar no extinto quartel militar norueguês Evjemoen em 1990-91, formou-se na Academia de Polícia de Oslo de 1992 a 1995. Mais tarde, ele ganhou uma vasta experiência de vários tipos de trabalho policial. Além de sua formação especializada na polícia, ele estudou criminologia, filosofia e psicologia. Até setembro de 2013, trabalhou como chefe de investigação no distrito policial de Vestfold. A formação e experiência do trabalho policial caracterizam sua escrita.
Em 2013 abandonou a carreira na polícia para se dedicar à escrita a tempo inteiro. Em geral vendeu mais de um milhão de exemplares.

### Prémios
Distinguido com inúmeros prémios, são de destacar o Prémio dos Livreiros da Noruega 2011, pelo livro Fechada para o Inverno, o Prémio Riverton/ Revólver Dourado 2012 (para o melhor romance policial norueguês), o Prémio Chave de Vidro 2013 (para o melhor policial escandinavo) e o Prémio Martin Beck 2014 (da Academia Sueca de Escritores de Policiais), os três atribuídos pelo livro Cães de Caça.

## Obras (parcial)

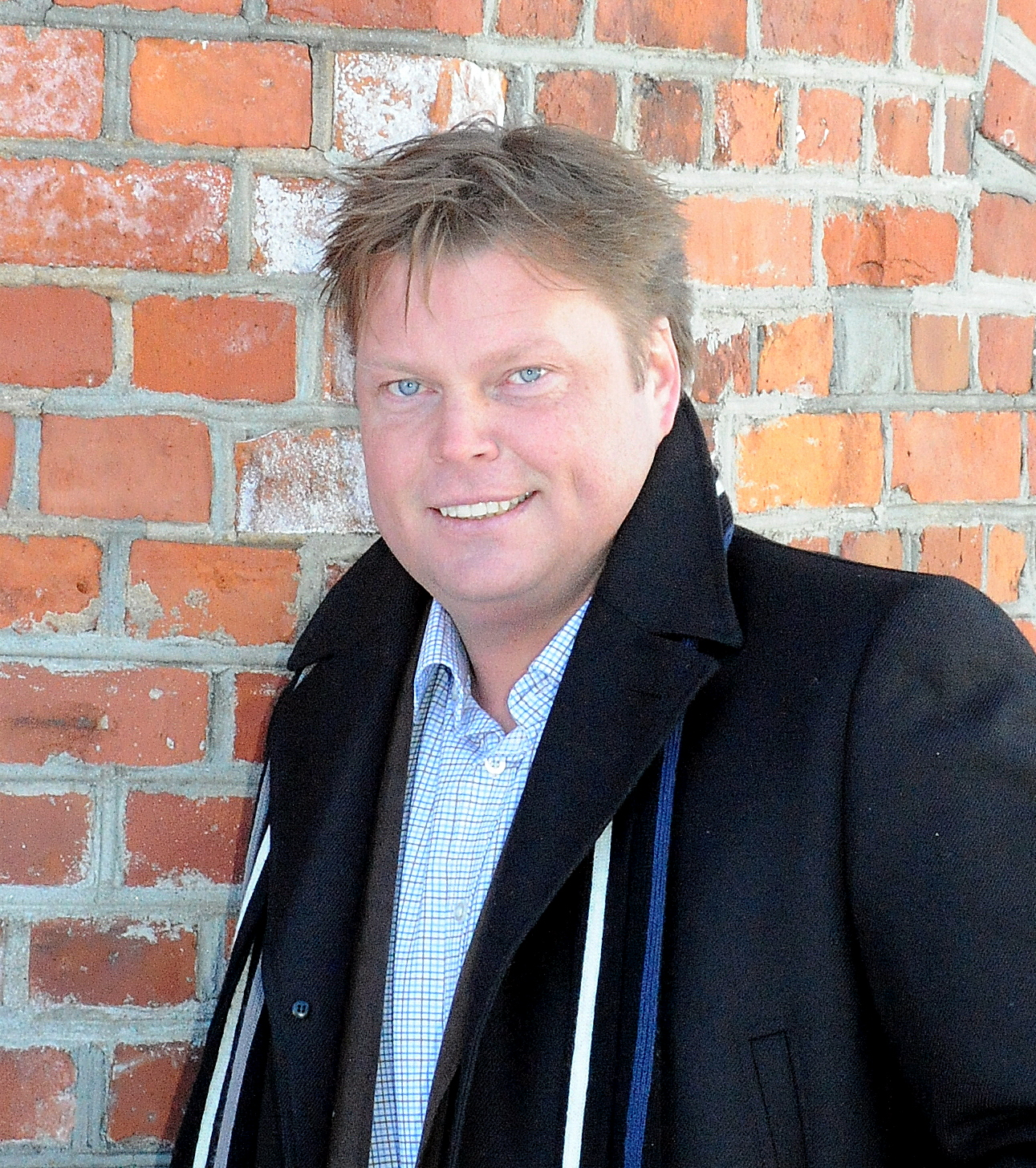
Jørn Lier Horst

### Série do William Wisting
- Nøkkelvitnet (2004)
- Felicia forsvant (2005)
- Når havet stilner (2006)
- Den eneste ene (2007)
- Nattmannen (2009)
- Bunnfall (2010)
- Vinterstengt (2011) em Portugal: Fechada para o Inverno (Dom Quixote, 2016)
- Jakthundene (2012)  em Portugal: Cães de Caça (Dom Quixote, 2017)
- Hulemannen (2013) em Portugal: O Homem das Cavernas (Dom Quixote, 2018)
- Blindgang (2015) em Portugal: A Porta Oculta (Dom Quixote, 2019)
- Wh Når Det Mørkner (2016)  (prequela)
- Katharina-koden (2017)
- Det innerste rommet (2018)
- Illvilje (2019)
- Sak 1569 (2020)
- Grenseløs (2021)
- Forræderen (2022)

### Série Blix & Ramm (comThomas Enger)
- Nullpunkt (2018) em Portugal: Ponto Zero (Dom Quixote, 2020)
- Røykteppe (2019) em Portugal: Cortina de Fumo (Dom Quixote, 2021)
- Slagside (2020)